# Horster Straße 95 (Mönchengladbach)

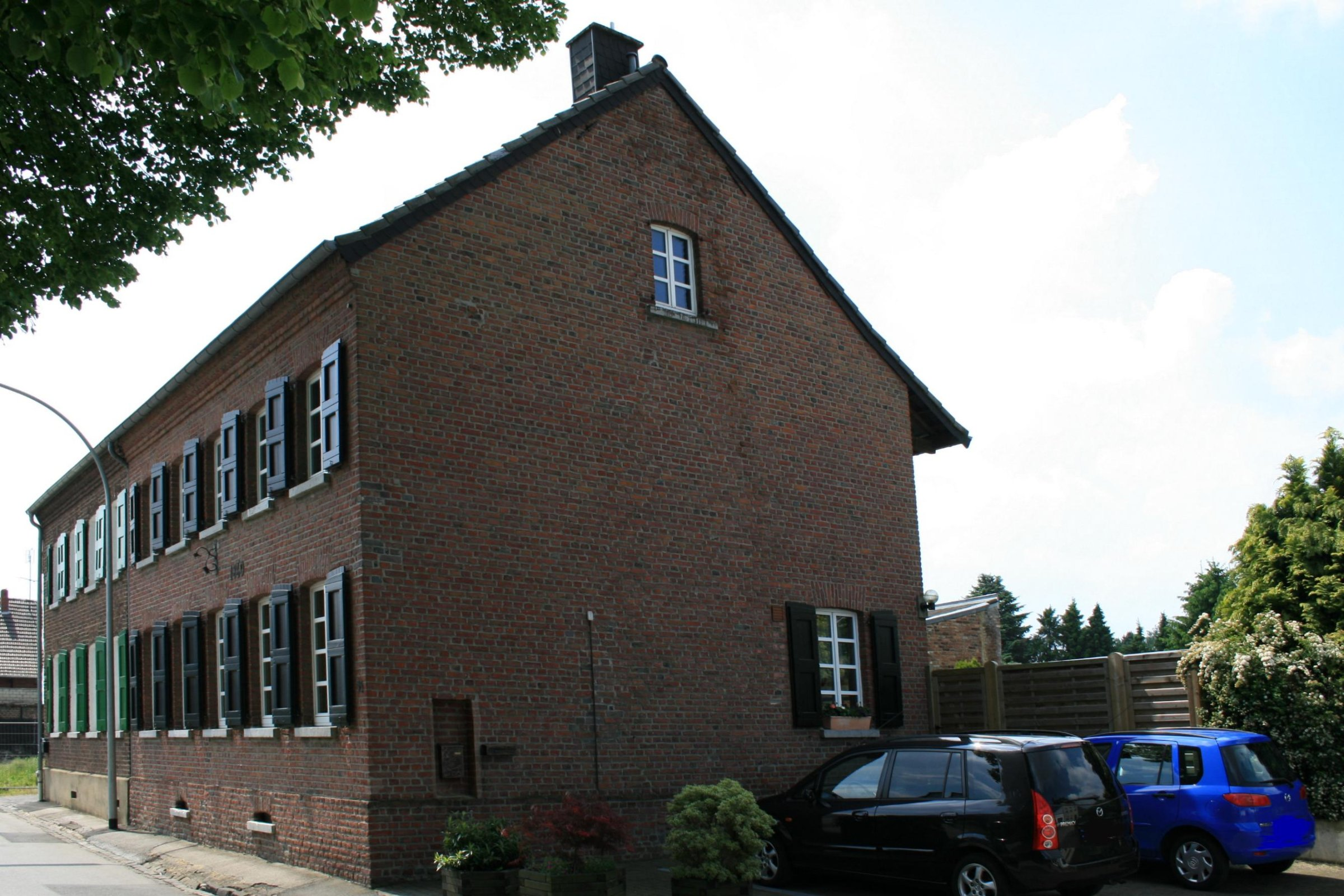
Wohnhaus (2010)

Das Wohnhaus Horster Straße 95 steht im Stadtteil Schelsen in Mönchengladbach (Nordrhein-Westfalen).
Das Gebäude wurde Anfang des 20. Jahrhunderts erbaut. Es wurde unter Nr. H 017 am 4. Dezember 1984 in die Denkmalliste der Stadt Mönchengladbach eingetragen.

## Lage
Städtebauliche Lage in einem kleinen Siedlungskern im Ortsteil Schelsen in Verbund mit einer insgesamt aus Bauernhöfen bestehenden Baugruppe, hier in einer Ecklage an der Horster Straße.

## Architektur
Das Objekt Nr. 95 ist in gestalterischer Hinsicht identisch mit dem links daneben befindlichen Bauernhof Haus Nr. 93. Das Wohnhaus hat im Erdgeschoss und Obergeschoss je fünf Fenster übereinanderliegend setzt das Profil und die Gestaltung des linken Nachbarhauses genau fort. Das Mauerwerk ist insgesamt aus Backstein.